# Bad Endorf
Bad Endorf est une commune (Markt) de Bavière en Allemagne, située dans l'arrondissement de Rosenheim, dans le district de Haute-Bavière. Le bourg est une station thermale officielle depuis 1987.

## Géographie

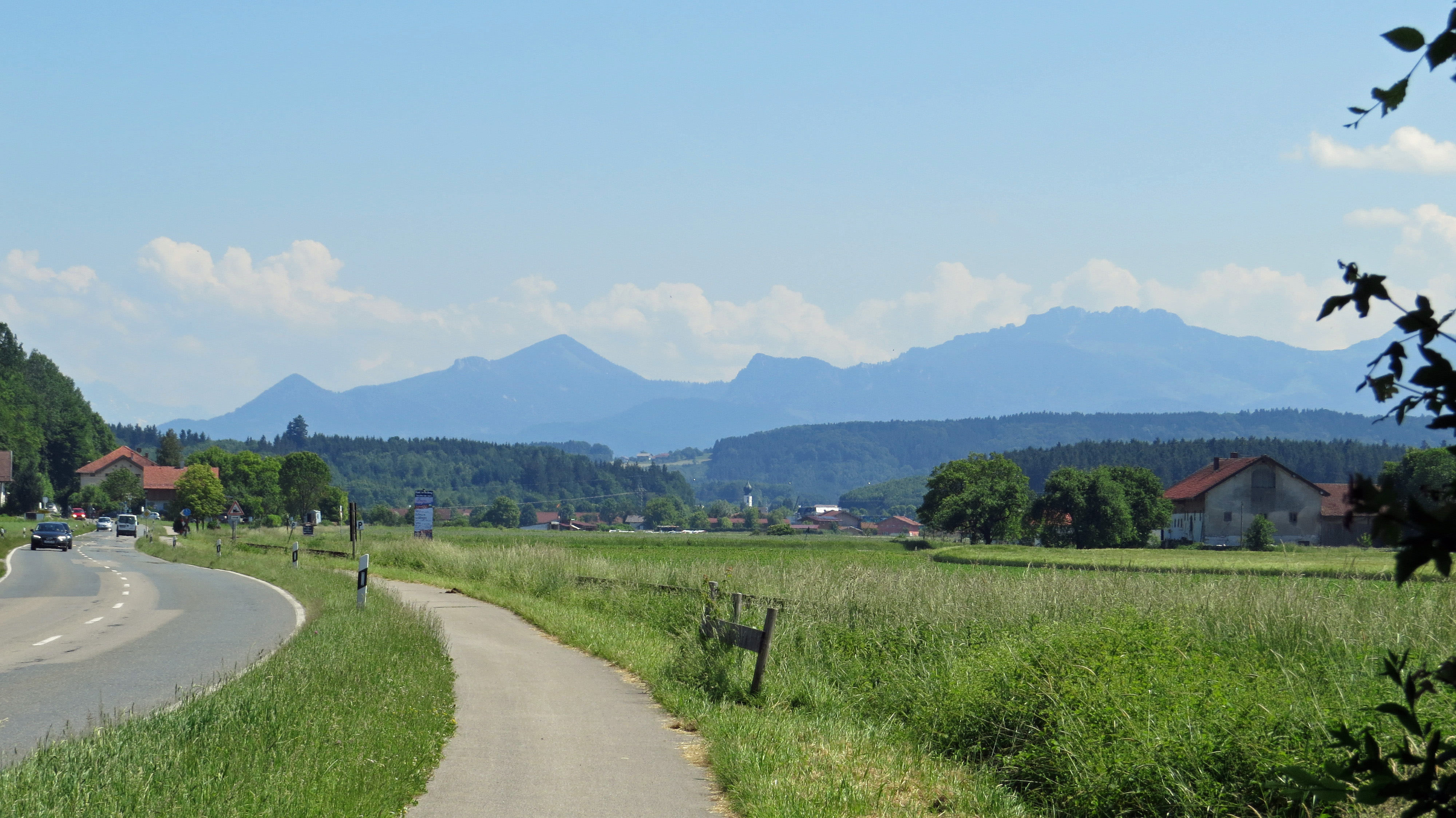
Vue sur Bad Endorf vers les Alpes du Chiemgau.

La commune se trouve dans la région bavaroise du Chiemgau, à environ 15 kilomètres au nord-est de Rosenheim et à 8 kilomètres au nord de Prien am Chiemsee.

## Histoire
Situé sur l'ancienne voie romaine reliant les villes de Salzbourg (Iuvavum) et Augsbourg, le lieu de Zennidorf est mentionné pour la première fois dans un acte de l'an 924 délivré par l'archevêque de Salzbourg. Pendant des siècles, les domaines appartenaient à la seigneurie de Wildenwart au sein du duché de Bavière.

## Jumelages
- Vomp (Autriche)
- Volovets (Ukraine)

## Personnalités liées à la commune
- Paul Clemen (1866-1947), historien de l'art, mort à Endorf ;
- Josef Thorak (1889-1952), sculpteur, mort au château de Hartmannsberg.